# 小町テレビ
小町テレビ（こまちテレビ）は、日本テレビ・読売新聞が運営するCSチャンネル日テレG+などで、2010年4月から2年間放送されていたテレビ番組。
ニュースサイト「YOMIURI ON LINE」（ヨミウリオンライン）にある女性向けWebマガジン「大手小町」の掲示板「発言小町」の投稿を、早見優、大東めぐみ、落語家の三遊亭楽生の3人で紹介するトーク・バラエティ。「発言小町」に寄せられた書き込みをもとに街頭インタビューもおこなう。

## ネット局
日テレG+以外でも一部の地上波テレビ局で放送されていた。
- テレビ埼玉（愛称・テレ玉）…2010年4月から。別番組「医療ルネサンス」（月1回）とともに4週のうち3週の割合で放送。
- 東京メトロポリタンテレビジョン（TOKYO MX）…2010年10月から。毎週月曜昼に放送。
- 福島中央テレビ（FCT）…2010年11月13日から。日曜5時30分からの枠にて放送。日本テレビ系列局で同番組を放送するのはFCTが初となった。

## コーナー
注目スポットやヒット商品などを紹介する「小町のアンテナ」や、各地の動物園や犬カフェ、猫カフェなどにいるカワイイ動物を紹介する「カワZOO～」がある。「小町のアンテナ」と「カワZOO～」のバックナンバーは、 公式ウェブサイトでもWeb動画で紹介している。
番組で取り上げた投稿も「紹介トピ」コーナーで一覧可能。

## スタッフ
- プロデューサー：柴田泉
- チーフ・ディレクター：前田展宏
- ディレクター ：加藤学、加藤毅、南幸夫
- 構成：宮下勇二

## 放送時間
- 日テレG＋（ジータス）の放送時間：毎週日曜朝10時～10時半（初回放送は4月2日16時半）
- 再放送：月22時～22時半、火･水・金16時半～17時、土10時～10時半
- 視聴方法